# NGC 1406
NGC 1406 é uma galáxia espiral barrada (SBbc) localizada na direcção da constelação de Fornax. Possui uma declinação de -31° 19' 20" e uma ascensão recta de 3 horas, 39 minutos e 23,0 segundos.
A galáxia NGC 1406 foi descoberta em 18 de Novembro de 1835 por John Herschel.